# Díogenés ze Sinópé

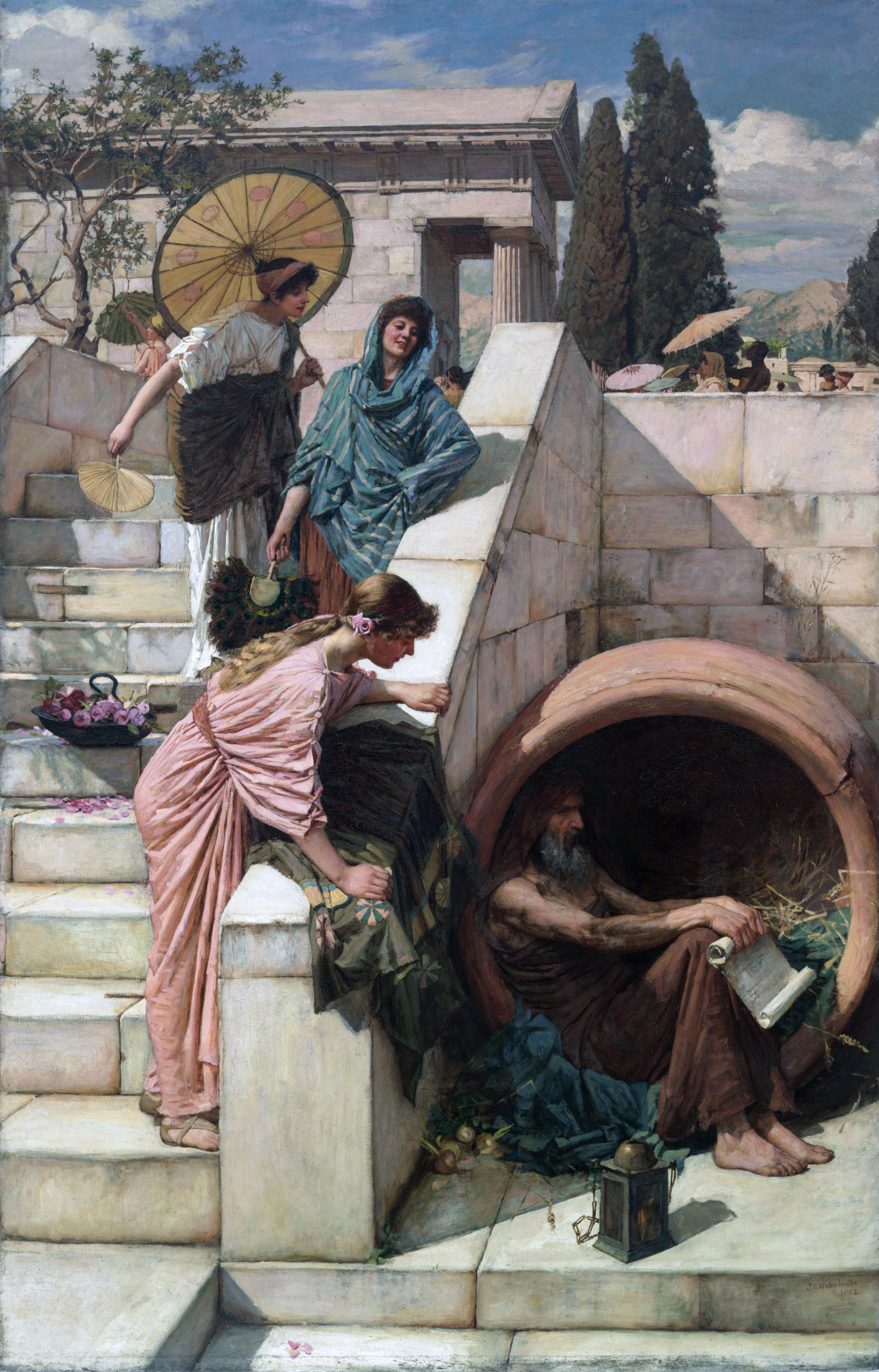
Díogenés od Johna Williama Waterhouse

Díogenésze Sinópé (asi 413 př. n. l. (dle jiných zdrojů 399 př. n. l., nebo 400 př. n. l.), Sinópé (dnešní Sinop, Turecko) – asi 322 př. n. l., nebo 323 př. n. l. Korint) byl starořecký filosof, radikální zastánce kynismu.

## Mládí
Díogenův otec Hikesios byl odsouzen za penězokazectví a s ním i jeho syn, který byl ze Sinópé vyhoštěn. Není zcela jisté, zda se na falšování peněz skutečně podílel. Pokud ano, je možné, že svůj pozdější život chápal alespoň zpočátku jako určitou formu pokání.

## Díogenés žákem Antisthena

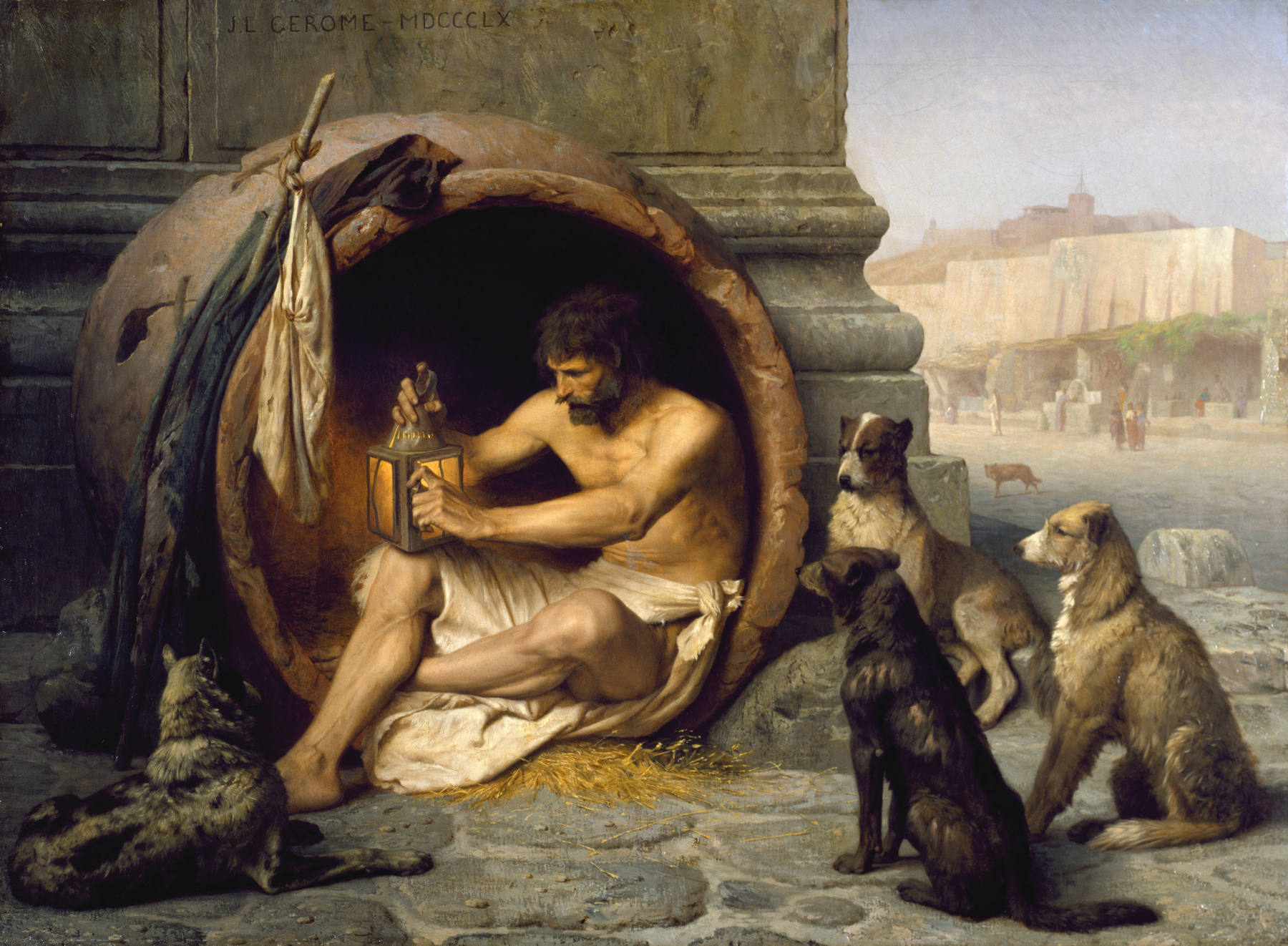
Díogenés od malíře Jean-Léona Gérôma, 1860

Po vyhnání odešel Díogenés do Athén, kde se připojil k posluchačům filosofa Antisthena, domyslel zásady do krajních důsledků a řídil se jimi ve skutečném životě. Antisthenés jej zpočátku odháněl holí, ale Díogenés mu nastavil hlavu a řekl: „Nenalezneš dost tvrdého dřeva, abys mě s ním odehnal.“ Stal se pak Antisthenovým přítelem a byl také posledním, kdo seděl u jeho smrtelné postele.

## V čele kynické školy
Po Antisthenově smrti se Díogenés stal hlavním hlasatelem jeho filosofie. Opovrhoval vším majetkem, vlastnil pouze misku z vydlabané dýně, ale i tu zahanbeně zahodil, když viděl, že pes se dokáže napít i bez ní. A také jako pes žil ve psí boudě nebo v sudu v Metróu, chrámě matky bohů Kybely. Tvrzení o sudu může být však smyšlené, protože ve staré řečtině existoval stejný výraz jak pro sud, tak i pro konec vesnice.[zdroj?]. V létě lehal na horkém písku, v zimě objímal zasněžené sochy.
Od Antisthena se odlišuje tím, že se vůbec nesnaží vytvořit nějaký filozofický systém ani neshání žádné žáky či popularitu, zabývá se kritikou společnosti a etikou. Všechny filosofické systémy se naopak snažil vyvracet a negovat, jejich tvůrce pak zesměšňovat, filosofickou argumentaci odsuzuje jako sofistický podvod, který jen zastírá a znejasňuje skutečnost.

## Životní příběhy

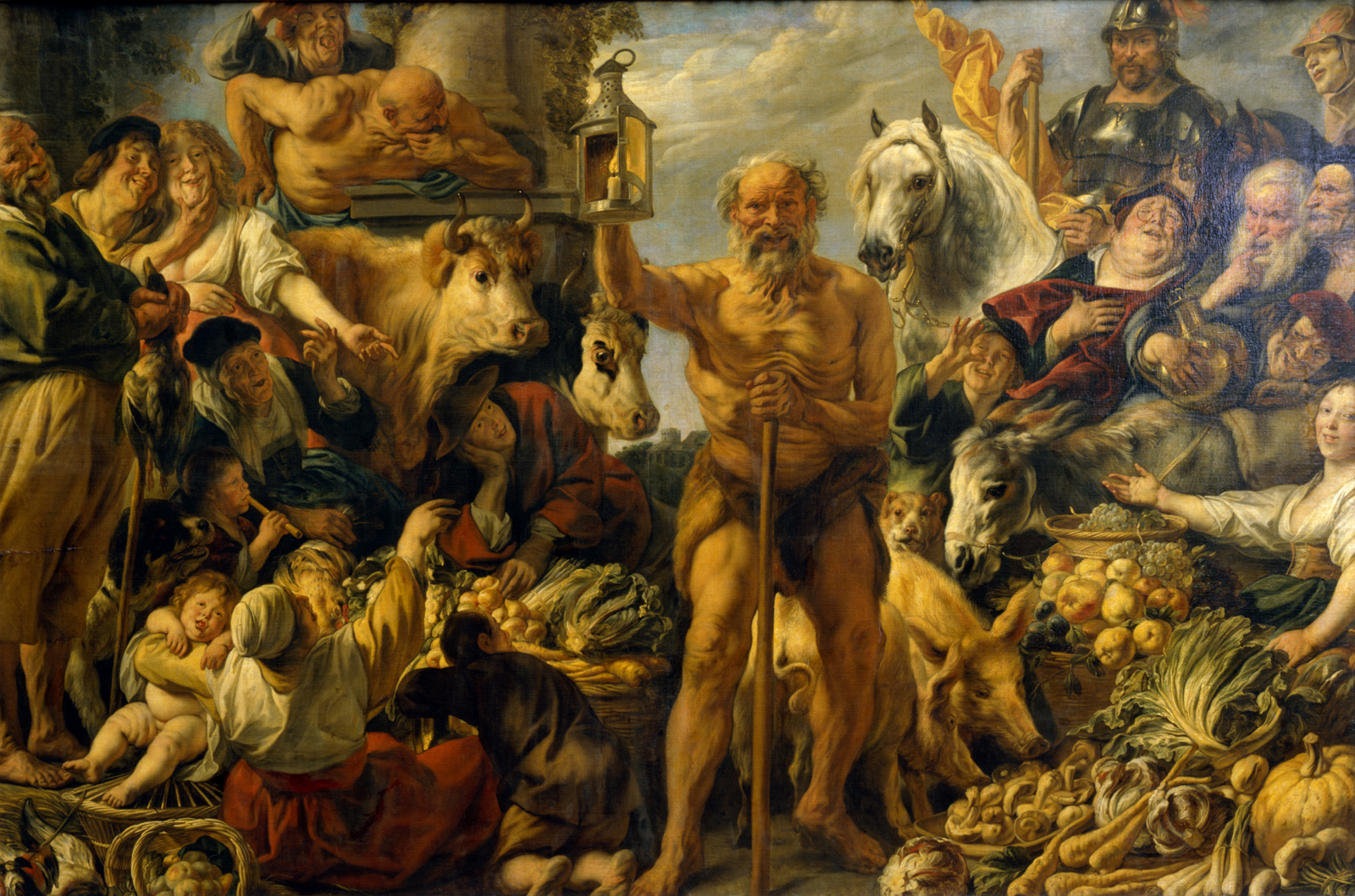
Díogenés hledá s lucernou člověka v pravé poledne, Hans-Peter Klut a Elke Estel, 1642

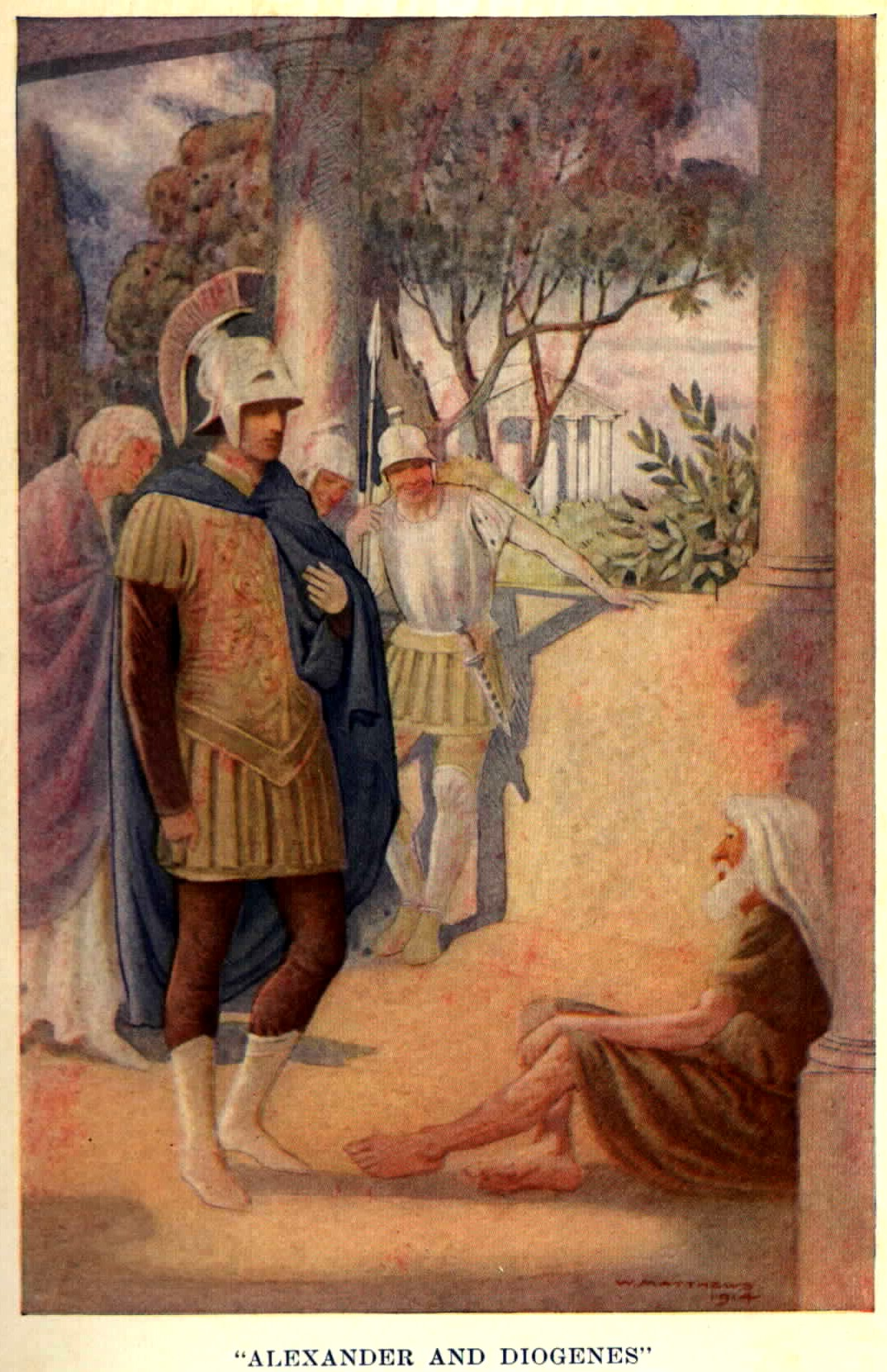
Díogenés a Alexandr Veliký

O Díogénovi se traduje mnoho historek a anekdot. Zpravidla už nelze rozhodnout, které z nich jsou pravdivé a které smyšlené, protože nemáme k dispozici žádné jeho dílo. Zda byl Díogenés literárně činný, je problematické; ze spisů, které mu byly připisovány, se nedochovalo nic, kromě zjevně podvržených dopisů. Těžiště jeho činnosti bylo nepochybně v ústním kázání a v rozhovorech. Díogénovy názory a historky o něm známe především z díla Diogena Laertia. Žákem a hlavním pokračovatelem Diogenovým byl Kratés z Théb.
Díogenés byl velkým kritikem Platóna, ale ne pouze na úrovni Aristotela, který vedl kritickou diskusi a vlastně tak Platóna podpořil, ale v přímé opozici k němu. Na rozdíl od Platóna zpochybňoval možnosti jazyka. Platón tvrdil, že je jím možno postihnout realitu, používal na vše poučky a definice, kdežto Díogenés toto rázně napadal. Proti všem filosofiím zásadně prosazoval praktický život, jen to, co vidíme, slyšíme, cítíme a co můžeme ve svém životě použít. Když se ho například zeptali, co soudí o myšlence elejské školy, že pohyb neexistuje, vstal a začal se procházet.
Proslavil se také výrokem při rozhovoru s Alexandrem Makedonským. Vojevůdce, postupující na válečném tažení Řeckem, prý filosofa vyzval, ať si zvolí přání, které mu bude splněno. Díogenés odpověděl: „Odstup mi ze slunce.“ Jindy se v pravé poledne procházel s lucernou po athénském náměstí a volal: „Hledám člověka.“
Na otázku, jaké víno má nejradši, odpověděl: „To z cizího sklepa.“ Když byl na návštěvě u bohatého občana, ten mu přísně zakázal, aby si v jeho domě kdekoliv na zem odplivl. Díogenés si tedy odplivl na jeho obličej s tím, že se mu v celém domě nepodařilo najít horší místo.
Stavěl se proti všem zásadám, zvykům, mravnostem a obyčejům, honbě za majetkem a slávou, odsuzoval lidi za modlářství. Neuznával manželství, ženy a děti měly být společné všem mužům. Kritizoval pokrytectví společnosti a tvrdil, že náboženství jen zneužívá druhé. Tvrdil: „Pýcha je předsudek, bránící vidět pravdu“.
U Athéňanů byl velmi oblíben pro svůj neobvyklý způsob života, zvláštní nápady a skvělé řečnictví. Jeho rétorika byla zcela jistě ovlivněna sofistickou argumentací, ačkoli on sám se proti ní ostře stavěl. Nazývali ho proto „ztřeštěným Sókratem“, pro jeho životní styl psa (řec. kyón), k čemuž se sám hrdě hlásil. Z tohoto slova nejspíše pochází označení kynikové. Výraz možná vznikl z Antisthénova působiště, gymnázia v Kynosarges. Díogenés věřil, že všichni ostatní jsou otroky různých věcí: žádostivosti, pýchy, strachu, zármutku a hlavně slasti.

## Konec života

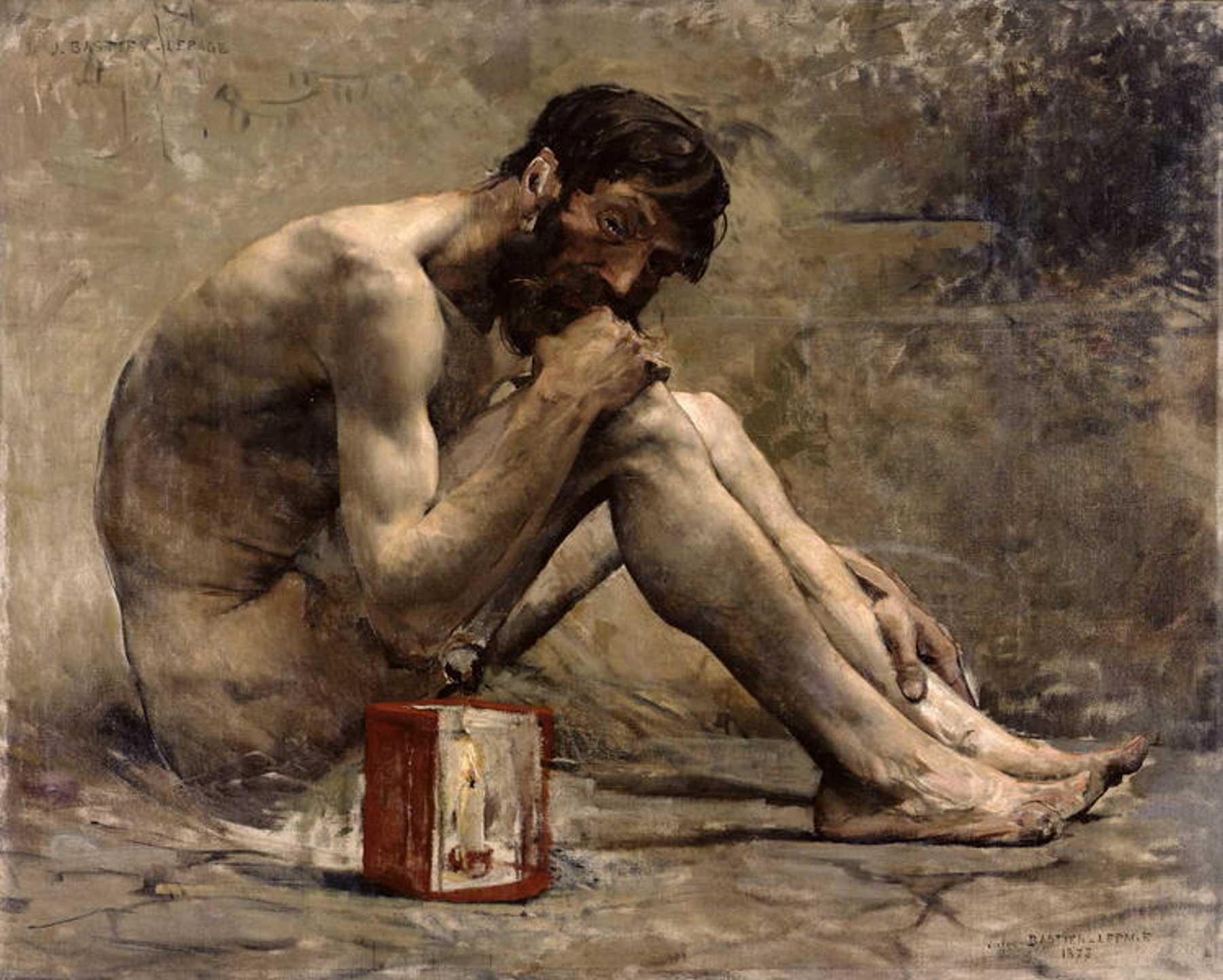
Díogenés, Jules Bastien-Lepage, 1873

Díogenés opustil Athény, až když byl zajat mořskými loupežníky a odvezen na Krétu. Tam se nechal koupit, ovšem nikoli jako otrok, nýbrž jako pán, muž, který umí vládnout jiným lidem. Koupil jej korintský kupec Xeniadés, v jehož rodině pak Díogenés žil až do konce svého života, jeho děti vychoval skromnosti a střídmosti. Zemřel ve vysokém věku, asi roku 323 př. n. l. v Korintu. Na příčinu smrti je několik názorů – snad to byla cholera, možná se sám udusil nebo jej pokousali psi, s nimiž se chtěl podělit. Po smrti jej pohřbili Xeniadovi synové nebo jej snad jen tak pohodili, jak si přál, „...aby z něj všechna dravá zvířata dostala svůj díl.“